# Margelopsis haeckelii
Margelopsis haeckelii is een hydroïdpoliep uit de familie Margelopsidae. De poliep komt uit het geslacht Margelopsis. Margelopsis haeckelii werd in 1897 voor het eerst wetenschappelijk beschreven door Hartlaub. 